# Todiramphus recurvirostris
Todiramphus recurvirostris, conhecida como martim-caçador-da-samoa  é uma espécie de ave da família Alcedinidae.
É endémica de Samoa.